# California Gurls
California Gurls – piosenka nagrana przez amerykańską wokalistkę Katy Perry, pochodząca z jej albumu Teenage Dream, wydana jako pierwszy singiel 11 maja 2010 w formie dystrybucji cyfrowej. Została napisana przez Katy Perry, Bonnie McKee, Calvina Broadusa, Benjamina Levina, Maksa Martina oraz Dr. Luke’a. W utworze gościnnie pojawił się raper Snoop Dogg.
„California Gurls” jest drugim singlem Perry, a trzecim Snoop Dogga, który dotarł do pierwszego miejsca na Billboard Hot 100. Zajął pierwszą pozycję w ponad 10 krajach, w tym w Stanach Zjednoczonych, Wielkiej Brytanii i Australii. Hit roku 2010 w Kanadzie, gdzie przez 9 tygodni z rzędu utrzymał się na najwyższej pozycji.
Piosenka otrzymała nominacje Grammy 2011 w kategorii Best Pop Collaboration with Vocals.

## Tło i wydanie
W wywiadzie udzielonym dla HitQuarters, przedstawiciel wytwórni Capitol Records, Chris Anokute, powiedział, że razem z Perry wracał z 83. ceremonii wręczania Oscarów. Wówczas piosenkarka oznajmiła mu, że jej album nie jest gotowy i pracuje nad nową piosenką, która ma być o Kalifornii. Później okazało się, że utwór jest jej odpowiedzią na singel Jaya-Z i Alicii Keys „Empire State of Mind”. Podczas sesji zdjęciowej dla Rolling Stone Perry wytłumaczyła, że jako kalifornijska dziewczyna, postanowiła napisała odezwę do piosenki rapera, który urodził się w Nowym Jorku.

To naprawdę wspaniałe, że „Empire State Of Mind” stało się wielkim hitem i każdy śpiewa piosenkę o Nowym Jorku, ale co do cholery z Los Angeles? Co z Kalifornią? Moja piosenka będzie o Kalifornii i do tego z perspektywy dziewczyny. Wzięliśmy trochę od Prince’a, lat 90, a także od stylu muzyki house.

Początkowo utwór miał nazywać się „California Girls”, ale na życzenie menadżera, Katy zmieniła jego pisownię. W ten sposób chcieli ukazać wyrazy uznania dla grupy muzycznej Big Star i ich piosenki „September Gurls”. Z powodu „wycieku” singla do Internetu wytwórnia piosenkarki postanowiła przyspieszyć jego wydanie z 25 maja 2010 na 7 maja 2010. Tego samego dnia opublikowano okładkę singla, która przedstawia Perry, leżącą na plaży, w fioletowej peruce i bikini.

## Odbiór krytyków
James Montgomery z MTV nazwał utwór wielką, ciepłą, zdecydowaną melodią popową o tematyce wakacyjnej. Pochwalił go za niezwykle słoneczne syntezatory, siłę głosu Perry oraz część Snoop Dogga, która ukazuje rapera jako stonowanego i gotowego na przybycie ukochanych Cali Girls. USA Today wydał pozytywną recenzję zaliczając „California Gurls” do największych wakacyjnych hitów 2010. Nick Levine z Digital Spy przyznał piosence pięć gwiazdek na pięć, wymieniając refren i tekst jako główne zalety. The Chicago Tribune zrecenzował negatywnie utworu, opisując jego melodią jako nieustannie mechaniczną, a tekst nie aż tak seksowny i zmysłowy jak twierdzi sama Katy. Slant Magazine był zdania, że w refrenie piosenki brakuje haka i słychać niedociągnięcia melodii.

## Lista utworów i formaty
| #                | Tytuł                                 | Czas |
| ---------------- | ------------------------------------- | ---- |
| Digital download |                                       |      |
| 1.               | "California Gurls" (feat. Snoop Dogg) | 3:56 |
| CD Singel        |                                       |      |
| 1.               | "California Gurls" (feat. Snoop Dogg) | 3:56 |
| 2.               | "Hot n Cold" (Yelle remix)            | 4:37 |

## Występy na żywo

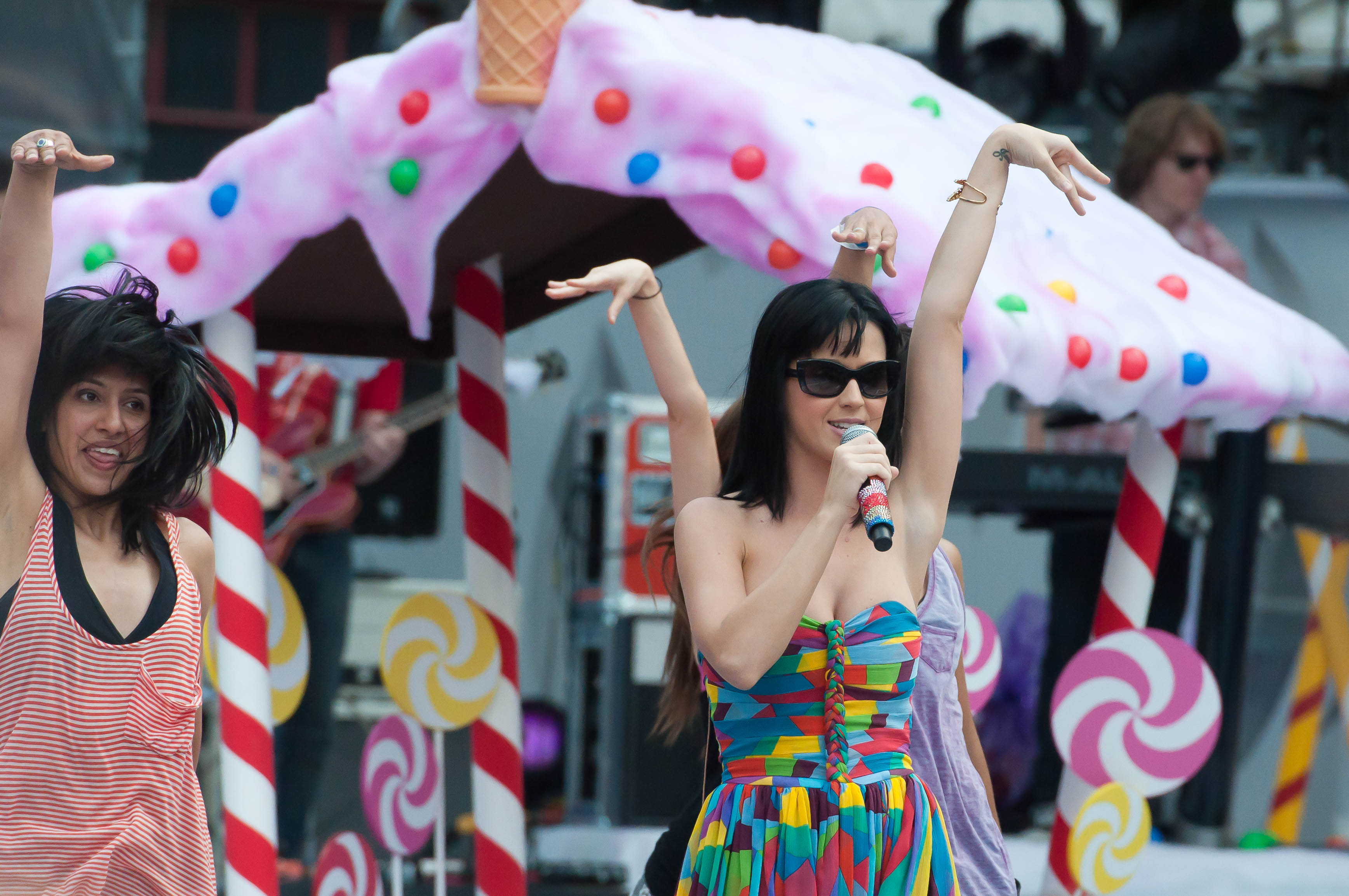
Perry wykonująca piosenkę podczas MuchMusic Video Awards 2010

Perry po raz pierwszy zaprezentowała utwór 20 maja 2010 dla telewizyjnej stacji The CW w Nowym Jorku. Razem ze Snoop Doggiem wykonała „California Gurls” podczas MTV Movie Awards 2010. 12 czerwca 2010 zaśpiewała piosenkę dla Le Grand Journal we Francji, a 20 czerwca 2010 na MuchMusic Video Awards w Kanadzie. Podczas pobytu w Wielkiej Brytanii Perry wystąpiła z „California Gurls” w jednym z programów emitowanych przez BBC One. Po raz kolejny wokalistka wykonała tę piosenkę w amerykańskim programie rozrywkowym Saturday Night Live.
Utwór znajduje się w set liście trasy California Dreams Tour, gdzie wykonywany jest jako ostatni. Także nim Perry zamknęła swój pierwszy koncert w Polsce, który odbył się 5 października 2010.

## Teledysk
Klip został wyreżyserowany przez Mathewa Cullena, a zainspirowany dziełem Willa Cottona, który był również jego dyrektorem artystycznym. Premiera teledysku odbyła się 15 czerwca 2010, a trwające trzy dni nagrywanie rozpoczęto 14 maja 2010. Podczas wywiadu dla MTV Perry wyjaśniła motywy klipu.

Tu wszystko jest jadalne. Nazwaliśmy go „Candyfornia” zamiast „California” i jest to zupełnie inny świat. Nie chcieliśmy iść na plażę, urządzić imprezę, a następnie nakręcić z tego teledysk. Znaleźliśmy się na całkowicie zmienionej, cukierkowej planecie.

W teledysku Perry wciela się w pionka z gry Candyfornia, która łączy w sobie elementy pokera i gry planszowej. Sceneria natchniona jest częściowo przez przygody Alicji w Krainie Czarów i film Charlie i fabryka czekolady, a także przez grę planszową Candy Land, z której zaczerpnięto takie elementy dekoracji jak: lizaki, watę cukrową czy ciasteczka. Snoop Dogg pojawia się w teledysku jako król nazwany „Sugar Daddy”, który więzi kilka młodych kobiet (Queens of Candyfornia). Wokalistka porusza się po planszy, odnajduje dziewczyny, a następnie je uwalnia. Następnie razem udają się na plażę, gdzie świętują zwycięstwo. Niezadowolony z tego faktu „Sugar Daddy” zwołuje swoją armię żelowych misiów i atakuje uciekinierki i ich wybawczynię. Wówczas Perry pokonuje wroga bronią z bitej śmietany przyczepionej do piersi. Klip kończy się ujęciem, w którym raper jest zakopany po szyję w piasku i podziwia piękno kobiet.

## Sukcesy
Utwór szybko od premiery stał się wielkim hitem w Australii, Ameryce Północnej i Europie. Obecnie znajduje się na pierwszym miejscu ogólnoświatowej listy.
29 maja 2010 zadebiutował na pierwszym miejscu Canadian Hot 100. Tego samego dnia zadebiutował na drugiej pozycji Billboard Hot 100, a po kilku tygodniach znalazł się na pierwszej. Okupował również pierwsze miejsce Billboard Pop 100 i Billboard Hot Digital Download.
W Europie dotarł do pierwszego miejsca. Zadebiutował na pierwszej pozycji 24 czerwca 2010 w Irlandii, a 27 czerwca 2010 w Wielkiej Brytanii. W Polsce zajął pierwsze miejsce, w Niemczech i we Włoszech dotarł do trzeciego, we Francji do piątego, a w Finlandii do drugiego.
20 czerwca 2010 dotarł do pierwszej pozycji w Australii. Tego samego dnia uzyskał status złotego. W Nowej Zelandii najwyżej uzyskał również pierwsze miejsce.

## Pozycje na listach
| Lista przebojów (2010)                        | Najwyższa pozycja |
| --------------------------------------------- | ----------------- |
| Australia (ARIA Charts)                       | 1                 |
| Austria (Ö3 Austria Top 40)                   | 3                 |
| Belgia (Ultratop Flandria)                    | 6                 |
| Belgia (Ultratop Walonia)                     | 3                 |
| Brazylia (Brasil Hot 100 Airplay)             | 2                 |
| Czechy (IFPI)                                 | 3                 |
| Dania (IFPI)                                  | 5                 |
| Europa (European Hot 100 Singles)             | 1                 |
| Finlandia (Mitä hittiä)                       | 2                 |
| Francja (SNEP)                                | 5                 |
| Hiszpania (PROMUSICAE)                        | 17                |
| Holandia (Dutch Top 40)                       | 2                 |
| Indonezja (LIMA Top Digital Songs)            | 20                |
| Irlandia (IRMA)                               | 1                 |
| Kanada (Canadian Hot 100)                     | 1                 |
| Niemcy (Media Control Charts)                 | 3                 |
| Norwegia (VG-lista)                           | 5                 |
| Nowa Zelandia (RIANZ)                         | 1                 |
| Polska (Polish Airplay Chart)                 | 1                 |
| Rosja (Russian Airplay Chart)                 | 31                |
| Rumunia (Romanian Airplay Chart)              | 30                |
| Słowacja (IFPI)                               | 2                 |
| Szkocja (The Official Charts Company)         | 1                 |
| Szwajcaria (Media Control AG)                 | 4                 |
| Szwecja (Sverigetopplistan)                   | 8                 |
| USA (Billboard Hot 100)                       | 1                 |
| USA (Pop 100)                                 | 1                 |
| USA (Hot Adult Top 40 Tracks)                 | 1                 |
| USA (Hot Dance Club Play)                     | 1                 |
| USA (Hot Digital Songs)                       | 1                 |
| Węgry (Radios Top 40)                         | 1                 |
| Wielka Brytania (The Official Charts Company) | 1                 |
| Włochy (FIMI)                                 | 3                 |
| United World Chart                            | 1                 |

| Państwo         | Status     |
| --------------- | ---------- |
| Australia       | 4× Platyna |
| Austria         | Złoto      |
| Belgia          | Złoto      |
| Dania           | Złoto      |
| Kanada          | Platyna    |
| Nowa Zelandia   | Platyna    |
| Szwajcaria      | Platyna    |
| USA             | 4× Platyna |
| Wielka Brytania | Platyna    |

| Notowania (2010)                   | Pozycja |
| ---------------------------------- | ------- |
| Australia (ARIA Charts)            | 5       |
| Austria (Ö3 Austria Top 40)        | 16      |
| Belgia (Ultratop Flandria)         | 24      |
| Belgia (Ultratop Walonia)          | 17      |
| Dania (IFPI)                       | 30      |
| Europa (European Hot 100 Singles)  | 14      |
| Irlandia (IRMA)                    | 10      |
| Kanada (Canadian Hot 100)          | 1       |
| Niemcy (Media Control Charts)      | 20      |
| Nowa Zelandia (RIANZ)              | 3       |
| Szwajcaria (Media Control AG)      | 18      |
| USA (Billboard Hot 100)            | 4       |
| USA (Pop 100)                      | 5       |
| USA (Hot Adult Top 40 Tracks)      | 17      |
| USA (Hot Dance Club Play)          | 5       |
| USA (Hot Digital Songs)            | 3       |
| Wielka Brytania (UK Singles Chart) | 8       |

## Inne wersje
| #  | Tytuł                                                     | Czas |
| -- | --------------------------------------------------------- | ---- |
| 1. | "California Gurls" (Armand Van Helden Remix)              | 5:49 |
| 2. | "California Gurls" (Passion Pit Main Mix)                 | 4:12 |
| 3. | "California Gurls" (Manhattan Clique Radio Edit)          | 3:45 |
| 4. | "California Gurls" (Manhattan Clique Extended Radio Edit) | 4:47 |
| 5. | "California Gurls" (Manhattan Clique Long Beach Mix)      | 7:01 |
| 6. | "California Gurls" (Manhattan Clique Malibu Dub)          | 5:47 |

## Historia wydania
| Region          | Data            | Format           |
| --------------- | --------------- | ---------------- |
| USA             | 7 maja 2010     | Airplay          |
| Świat           | 11 maja 2010    | Digital download |
| Niemcy          | 11 czerwca 2010 | Singel CD, 7"    |
| Wielka Brytania | 20 czerwca 2010 | Singel CD, 7"    |